# Cyematoidei
Sous-ordre
Les Cyematoidei sont un sous-ordre de poissons de l'ordre des Saccopharyngiformes (poissons longiformes peu connus car vivant dans la zone bathyale et abyssale).

## Liste des familles
Selon ITIS (7 décembre 2024.) :
- famille des Cyematidae Regan, 1912.

## Systématique
Le nom valide complet (avec auteur) de ce taxon est Cyematoidei.
Le WoRMS ne reconnait pas ce sous-ordre et rattache la famille des Cyematidae directement à l'ordre des Saccopharyngiformes.